# Абельсон, Филип Хауге
Филип Хауге Абельсон (англ. Philip Hauge Abelson; 27 апреля 1913[…], Такома, Вашингтон — 1 августа 2004[…], Бетесда, Мэриленд) — американский физик и геохимик, член Национальной академии наук США (1959) и Американского философского общества (1961).

## Биография
В 1933 году получил степень бакалавра в Колледже штата Вашингтон, в 1935 году получил там же степень магистра по ядерной физике. В 1939 году получил степень доктора наук в Калифорнийском университете в Беркли.
С 1939 по 1941 год Абельсон работал в отделе геомагнетизма Института Карнеги. Там он проводил исследования бета-радиоактивного материала, полученного при облучении урана нейтронами.
С 1941 по 1946 год он работал с Военно-морской исследовательской лабораторией в Вашингтоне, округ Колумбия. Он не был прямо задействован в Манхэттенском проекте, но предложенный им термодиффузионный процесс разделения изотопов урана сыграл важную роль в разработке ядерного оружия. В конце войны его доклад о возможности строительства атомной подводной лодки положил начало американской программе в этой области. В частности, его идеи поддержал адмирал Джордж Риковер, хорошо знавший Абельсона по работе над обогащением урана.
В 1946 году Абельсон вернулся в Технологический институт Карнеги и продолжил научную и организационную деятельность, в том числе в с 1953 по 1971 год в качестве директора геофизической лаборатории, а с 1971 по 1978 — президента института.
С 1962 года по 1984 год был редактором журнала Science. С 1972 года по 1974 год был президентом Американского геофизического союза.
Абельсон умер 1 августа 2004 года от респираторных осложнений, вызванных непродолжительной болезнью. Он был женат на Неве Абельсон, враче-исследователе.

## Научная деятельность
Работы Абельсона посвящены ядерной физике, ядерной химии, органической геохимии, биофизике, микробиологии, проблеме возникновения жизни. Вместе с Э. Макмилланом считается пионером в исследовании трансурановых элементов.
В 1940 году они открыли первый такой элемент — нептуний. В работах учёного также обсуждаются вопросы деления ядра, идентификации продуктов деления урана, разделения изотопов урана. В частности, в 1940 году им был предложен метод термодиффузии для разделения урановых изотопов.
В 1965 году Абельсон опубликовал работу в области палеобиологии и сообщил об обнаружении аминокислот, извлеченных из окаменелостей возрастом в сотни миллионов лет, а также жирных кислот в породах возрастом более миллиарда лет.

## Награды и признание
Член Американской академии искусств и наук (1958), член Национальной академии наук (1959), фелло Американского физического общества (1949).
- 1972 — Премия Калинги
- 1973 — Медаль Дж. Пристли от Колледжа Дикинсона[англ.][6]
- 1974 — Премия научных достижений АМА[англ.]
- 1987 — Национальная научная медаль США
- 1988 — Премия Уолдо Смита[англ.]
- 1992 — Public Welfare Medal
- 1996 — Премия Вэнивара Буша

В честь Абельсона был назван минерал абелсонит.